# Rodovia Amaral Peixoto

RJ-106

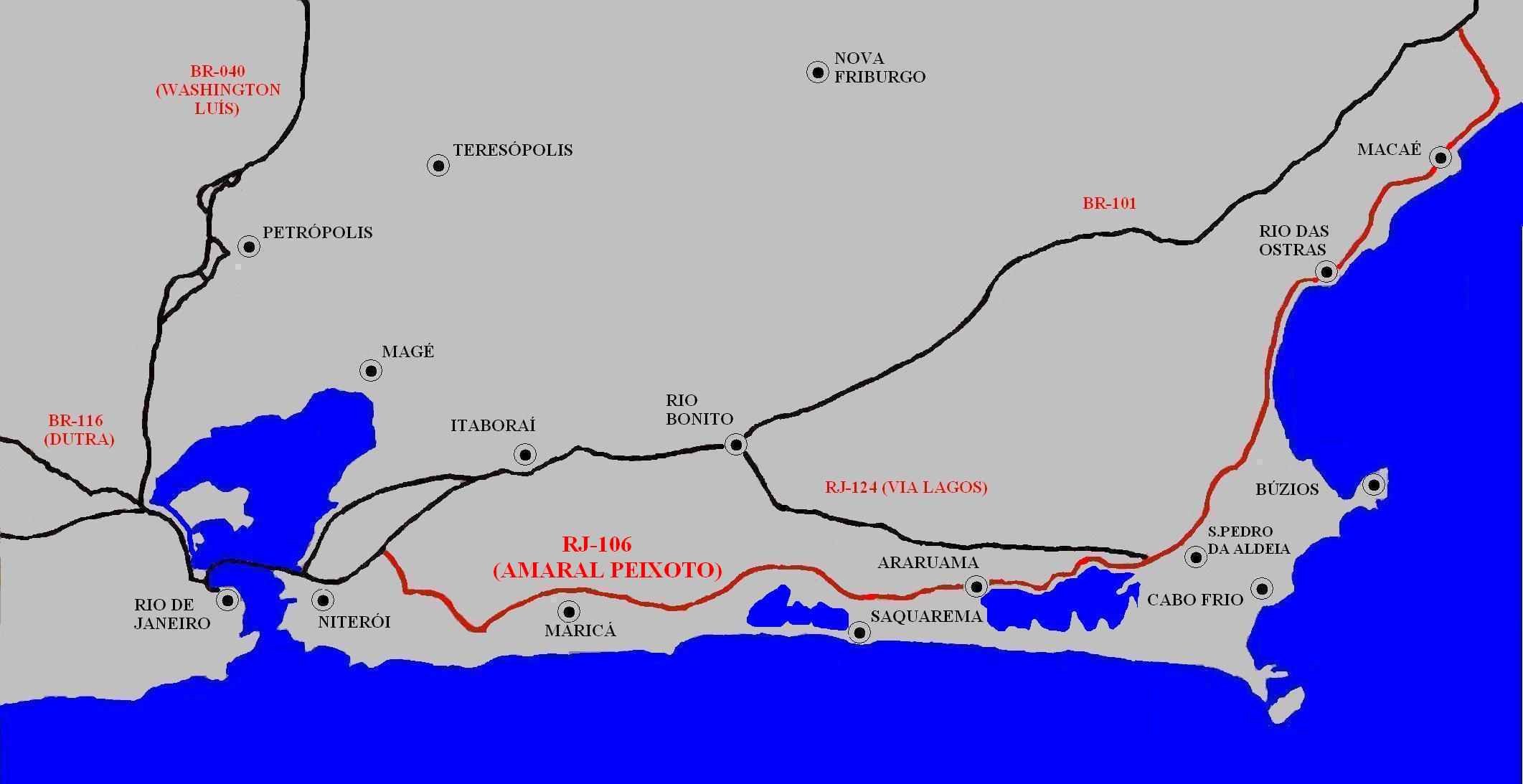
Rodovia Amaral Peixoto

Rodovia Amaral Peixoto est une autoroute de l'État de Rio de Janeiro au Brésil codifiée RJ-106.
Avec 200 kilomètres de long, relie le RJ-104, au moment de São Gonçalo, BR-101, lorsque la ville de Macaé.
En quittant le village de Tribobó traverse plusieurs comtés, parmi eux, Marica, Saquarema Araruama, Iguaba Grande, São Pedro d'Aldeia, Cabo Frio. Il est l'un des plus importants axes routiers dans la région des Grands Lacs, toujours avec grand mouvement des véhicules, surtout pendant l'été.
Les premiers 30 km de route entre Tribobó et Maricá, et le tronçon qui traverse la ville de São Pedro D'Aldeia sont dupliqués. Le reste du voyage est en voie unique, et le tronçon entre Saquarema e Marica et considéré comme le plus dangereux, pour ne pas avoir à freiner et d'avoir des courbes trop étroites et sinueuses, en particulier dans les Serra do Mato Grosso, à la frontière entre les deux municipalités. Le DER-RJ est doublement cet espace, avec un tunnel au cours de la Sierra de Mato Grosso, pour arrêter la seule voie sur l'ascension de la montagne. n'a pas été prévu de commencer la construction.